# Roger Milliken
Roger Milliken, född 24 oktober 1915, död 30 december 2010, var en amerikansk företagare i textilbranschen. Han ledde familjeföretaget Milliken & Company från 1947 till 2005 och fortsatte som styrelseordförande till sin död 2010. Han var också politiskt engagerad inom Republikanerna och är genom sitt stora inflytande känd som "gudfader" till den amerikanska konservativa rörelsen. Milliken var en av de som bidrog till att Amerikanska södern under 1960-talet blev republikansk efter att tidigare ha dominerats av Demokraterna.

## Familjeföretagets bakgrund
Deering Milliken Company grundades 1865 av Seth Milliken, som var Roger Millikens farfar, och William Deering. Företaget producerade ylletextilier och fanns inledningsvis i Portland, Maine, men flyttade till New York 1868 efter att William Deering lämnade företaget för att grunda jordbruksmaskinföretaget Deering Harvester (som idag är känt som Navistar International). Deering Milliken Company köpte 1884 sin första egendom i trakten av Spartanburg, South Carolina, där företagets huvudkontor har funnits sedan 1958. Flytten berodde på ett lägre löneläge i Sydstaterna än i New England och att fackföreningarna hade ett svagare inflytande där. Efter lönsamma år under tidig efterkrigstid var den amerikanska textilindustrin från 1950-talet pressad av billig import från bland annat Japan, och Milliken ansåg att löne- och kostnadsläget i New England var ohållbart.
Deering Milliken bytte 1976 namn till Milliken & Company.

## Biografi
Milliken föddes i New York som äldste son till Gerrish och Agnes (Gayley) Milliken. Han studerade vid Yale University, där han hade fransk historia som huvudämne och tog examen 1937. Efter examen började han arbeta vid Mercantile Stores i New York, där hans familj hade ett ägarintresse.
1941 fick han sköta tre små yllefabriker i Maine. När hans far Gerrish dog 1947, efterträdde den då 32-åriga Milliken honom som verkställande direktör för familjeföretaget.
Milliken gifte sig 1948 med Justine (Nita) Van Rensselaer Hooper. De fick fem barn.
1954 flyttade Milliken och hans familj till Spartanburg, South Carolina, där han bodde resten av livet. Bland lokala engagemang kan nämnas att Roger Milliken satt i styrelsen för Wofford College och Justine Milliken i styrelsen för Converse College. Milliken satt också i styrelsen för flera storföretag och organisationer, bland andra Arthur D. Little, Westinghouse, Citicorp, Mercantile, W.R. Grace, Institute of Textile Technology, Heritage Foundation, Greenville-Spartanburg Airport Commission och Spartanburg Day School. Somrarna tillbringade Milliken-familjen i Northeast Harbor, Maine.
Med början på 1950-talet hjälpte Milliken till att förstärka South Carolinas republikanska parti, som hade varit ett minoritetsparti i decennier. Milliken hjälpte till att övertyga South Carolina-senatorn Strom Thurmond att byta till Republikanerna. I samband med presidentvalet 1968 ordnade han också finansieringen för reklamkampanjen "Senator Thurmond Speaks for Nixon-Agnew" som var en del av Richard Nixons sydsstatsstrategi, som gick ut på att attrahera vita sydstatsväljare till Republikanerna. Milliken var under lång tid en viktig konservativ kampanjfinansiär och donator, och han gav omfattande stöd till National Review, John Birch Society, Barry Goldwater, Ronald Reagan, Pat Buchanan, Ross Perot, och kongressledamoten Trey Gowdy.

### Fotnoter
1. 1 2  Reportaget: Textilmagnat gjorde Södern republikansk, Svenska Dagbladet Näringsliv Helg 2016-04-30, s. 6-9
2. ↑  Roger Milliken obituary from Anderson Independent Mail newspaper online Arkiverad 14 mars 2012 hämtat från the Wayback Machine..
3. 1 2  Katz, Jonathan (1 oktober 2015). ”The Man Who Launched the GOP’s Civil War”. Politico. http://www.politico.com/magazine/story/2015/10/roger-milliken-republican-party-history-213212. Läst 2 oktober 2015.
4. ↑  Rick Perlstein NIXONLAND Scribner's 2008, page 344